# Lorenzo de la Maza
Lorenzo de la Maza Rivadeneira (Curicó, 1911-13 de noviembre de 2007) fue un abogado chileno, que se desempeñó como presidente del Consejo de Defensa del Estado de Chile (CDE), desde 1973 hasta 1975. En palabras del exministro de Estado chileno Gabriel Valdés, fue un «faro» del derecho chileno.

## Biografía
Sus padres fueron Luis de la Maza Risopatrón y Marta Rivadeneira Moreno. Nieto de Don Domingo de la Maza y Fernández de Mier. Realizó sus estudios escolares en el Colegio de los Sagrados Corazones de Concepción o Colegio de los Padres Franceses. Formó parte de la Asociación Nacional de Estudiantes Católicos. Se recibió de abogado de la Pontificia Universidad Católica de Chile en 1933, con distinción máxima, recibiendo además los premios Tocornal y Club Hípico por ser el mejor alumno de la Escuela de Derecho. Ese mismo año fue invitado a impartir clases en la Universidad de Chile por el decano de su Facultad de Derecho, Arturo Alessandri Rodríguez.
Se casó en 1950 con Rose Gladys Cave y tuvo 4 hijos.
En el decenio de 1960 fue profesor de Derecho Civil en la Universidad Católica y en la Universidad de Chile.
En 1963 ingresó al Consejo de Defensa del Estado, y entre 1973 y 1975 ejerció como Presidente del organismo, debiendo investigar las negociaciones con las que el Presidente Salvador Allende compró el diario Clarín. También integró la fiscalía de la Caja Bancaria de Pensiones.

## Obra escrita
- Reformas introducidas al Código Civil por la ley número 10271 (junto con Hernán Larraín Ríos) (1953).[4]
- Régimen legal de las aguas en Chile (junto con Pedro Lira Urquieta) 1936).[4]
- La teoría de la imprevisión en relación con el derecho civil chileno (1933).[4]